# Mia nonna
Mia nonna (ჩემი ბებია, Chemi bebia) è un film del 1929, diretto da Kote Miqaberidze, con Akaki Khorava.